# Carlos Goldemberg
Carlos Goldemberg (Buenos Aires, Argentina, 7 de septiembre de 1952 - La Lucila, provincia de Buenos Aires, Argentina, 10 de agosto de 1976, que usó los nombre de guerra Andrés y Tomás,  fue un guerrillero que militó sucesivamente en las organizaciones guerrilleras Fuerzas Armadas Revolucionarias y Montoneros. Murió al enfrentar a la policía con un arma cuando el automóvil taxímetro en el que viajaba fue interceptado por una patrulla policial.

## Antecedentes familiares
Era hijo del psiquiatra Mauricio Goldemberg y su hermana Isabel fue esposa del también guerrillero Carlos Olmedo.

## Actividad en la guerrilla
Estudió en el Colegio Nacional Buenos Aires y en 1966 asistió a un curso de historia del arte que daba Carlos Olmedo a un grupo que incluía, entre otros, a su hermana Isabel y a su prima Mercedes Depino. 
Carlos Olmedo, que había viajado a Cuba, comenzó a formar junto con Roberto Quieto un grupo de apoyo desde Buenos Aires al Che Guevara que ya estaba instalado con la guerrilla en Bolivia. El grupo Ejército de Liberación Nacional (ELN, al que se le decía Elena) en el que también participaban Isabel Goldemberg, Pilar Calveiro, Juan Pablo Maestre, Osvaldo Olmedo, Marcos Osatinsky y su esposa Sara Solarz. Carlos Goldemberg integraba el grupo más periférico, su responsable era María Angélica Sabelli y Claudia Urondo, hija de Francisco Urondo, era su novia y compañera de cédula.
Cuando el Che Guevara fue asesinado en 1967, el ELENA se replantea su funcionamiento y objetivos y evalúa acometer la lucha armada en Argentina. Varios de los militantes del ELENA, incluido Goldemberg, integran los grupos que luego harían aparición con el nombre de Fuerzas Armadas Revolucionarias (FAR). Goldemberg intervino en las actividades de inteligencia previas al ataque simultáneo en Buenos Aires el 26 de junio de 1969 a trece supermercados Minimax, cuya propiedad se atribuía a Nelson Rockefeller, quien se hallaba de visita en esa ciudad, planificado y ejecutado por Carlos Olmedo.
Cuando las FAR realizan el 30 de julio de 1970 el copamiento de la ciudad de Garín con el que hacen su aparición pública, Carlos Goldemberg interviene en la recolección previa de informaciones y durante el operativo integró –disfrazado de pescador- junto a Sergio Paz Berlín y una médica y de nombre “Sy”, el grupo de apoyo que se ubicó en Escobar en un automóvil para trasladar algún herido hasta una quinta para ser atendido.
Goldemberg inició estudios de agronomía que, ya convertido en un cuadro político-militar interrumpió en 1972. El 4 de abril de ese año fue detenido en La Plata junto con Sergio Berlín cuando estaban trasladando un auto robado hacia Buenos Aires. Los padres de ambos jóvenes obtienen de la Cámara Federal en lo Penal su liberación y poco después la casa de los Goldemberg fue allanada. Preocupados por la seguridad de sus hijos, los Dres. Berlín y Goldemberg proponen que sus hijos viajen a Chile para empaparse con la reforma agraria llevada allí a cabo pero las FAR amenazaron al primero con matarlo.
El 28 de julio de 1972 dirigió una operación de las FAR en la que para frenar la represión a la salida de un acto de la Juventud Peronista en el estadio de Nueva Chicago hacen estallar dos automóviles. En los preparativos de fuga de presos del penal de Rawson participó del relevamiento informativo y en el momento del escape el 15 de agosto de 1972 condujo el automóvil en el que huyeron hasta el aeropuerto los líderes guerrilleros y embarcó junto con ellos en el avión secuestrado que los llevó a Chile. Después de una semana en ese país voló a Cuba donde recibió entrenamiento militar y como buzo táctico. Cuando en septiembre de 1973 se fusionaron Montoneros y FAR, quedó incorporado a la Columna Norte dirigida por Rodolfo Galimberti. Participó el 1° de noviembre de 1974 colocando bajo el agua la bomba que asesinó al comisario Alberto Villar que había sido nombrado Jefe de la Policía Federal por el general Juan Domingo Perón y de su esposa Elba Marina Pérez, operación cuyo planeamiento habría estado a cargo de Rodolfo Walsh y supervisada por Roberto Quieto. También intervino en el secuestro de los hermanos Born desarrollado entre el 19 de septiembre de 1974 y el 20 de junio de 1975. El 5 de octubre de 1975 dirigió una de los pelotones que intervino en el Ataque al Regimiento de Infantería de Monte 29 en la ciudad de Formosa y logró escapar. Estaba entre los militantes de la Columna Norte que al producirse el golpe militar del 24 de marzo de 1976 sostenía, en sentido opuesto a la conducción central, que era necesario replegarse y descentralizar la estructura para evitar más caídas. En junio de 1976 logró escapar cuando la policía lo esperaba en una cita. La noche del 10 de agosto de 1976 se reunió con Sergio Berlín y Galimberti y al regresar a su casa en la localidad de La Lucila el automóvil taxímetro en el que viajaba fue interceptado por una patrulla policial y Goldemberg murió al enfrentarla con su arma. Su compañera Adelaida Viñas fue asesinada en el Jardín Zoológico de Buenos Aires unos días después, su hija Inés fue recogida por un matrimonio que presenció el hecho y devuelta a sus abuelos y su hermana menor Liliana Inés se suicidó el 4 de agosto de 1980 antes de ser detenida por fuerzas de seguridad en la localidad de Puerto Iguazú, provincia de Misiones.